# Piżmo

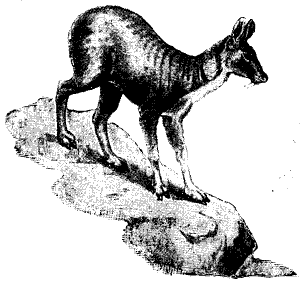
Piżmowiec syberyjski (Moschus moschiferus)

Piżmo – wydzielina z gruczołów zapachowych piżmowca syberyjskiego (Moschus moschiferus, daw. „jeleń piżmowy”), stosowana jako substancja zapachowa i utrwalacz zapachu perfum. Substancję o podobnych właściwościach można pozyskać od innych zwierząt. Naturalne piżma są obecnie zastępowane przez syntetyczne wonne związki chemiczne, tzw. piżma sztuczne (syntetyczne).

## Piżmo naturalne

Muskon – główny składnik piżma

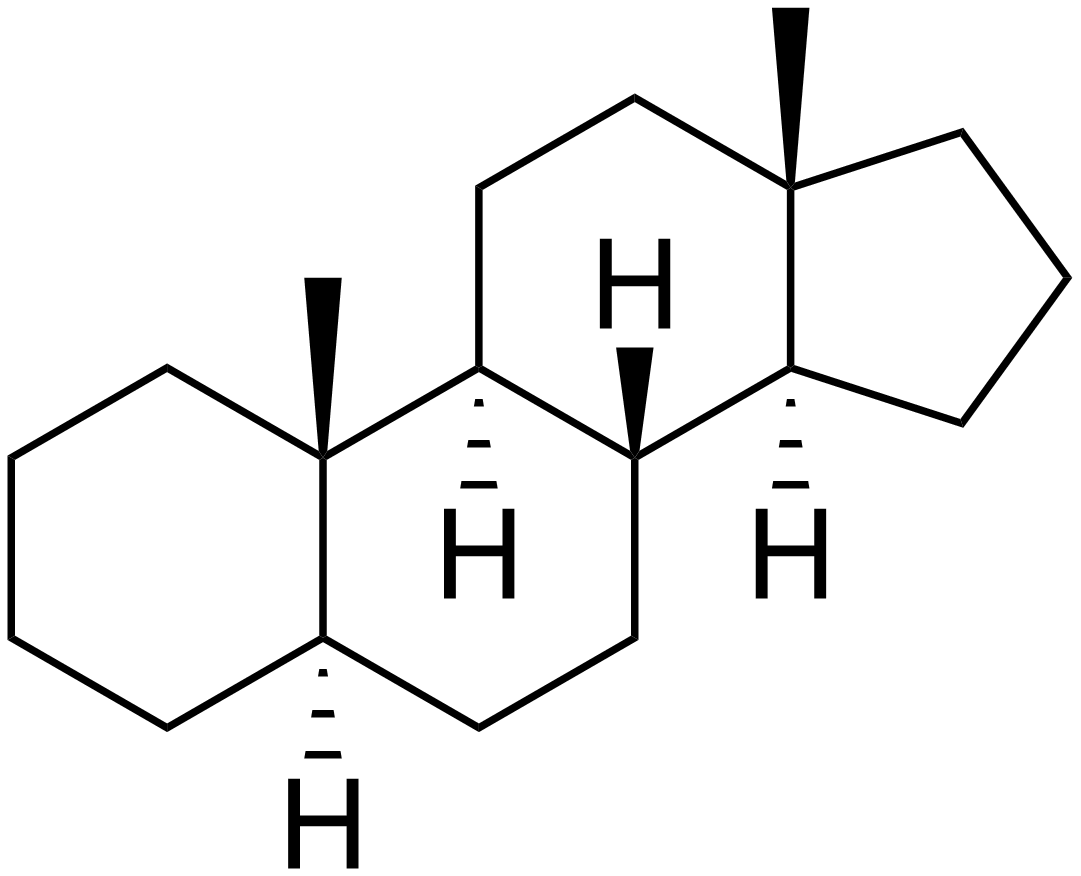
5α-Androstan – składnik androstenonu

Gruczoły piżmowca syberyjskiego można pozyskać na drodze operacyjnej, bez konieczności zabijania zwierząt, ale w niektórych krajach (np. w Chinach) są one hodowane w celu uzyskiwania mięsa, skóry i piżma. Od jednego samca piżmowca syberyjskiego pobiera się przeciętnie ok. 6,31 gramów materiału. W roku 2007 cena piżma pozyskiwanego od piżmowcowatych na Syberii wynosiła 9,12 USD za gram. Ze względu na swoją cenę, piżmo było dawniej fałszowane przy pomocy mieszaniny krwi i amoniaku.
Piżmo ma postać kruchej masy o silnym zapachu amoniaku. Po rozpuszczeniu w roztworze alkoholowym nabiera zmysłowego zwierzęcego aromatu. Produktem jest tynktura otrzymywana metodą maceracji wysuszonych gruczołów alkoholem etylowym. Konkret i absolut wytwarza się przez ekstrakcję eterem naftowym i etanolem. Zapach musi dojrzewać przez wiele miesięcy. Produkt utrwala kompozycje zapachowe.
Substancje o zapachu piżma bywają pozyskiwane także od innych zwierząt, takich jak:
- piżmak (szczur piżmowy, Ondatra zibethicus)
- skunks (Mephitis mephitis)
- kaczka piżmowa (Cairina moschata)
- piżmowół arktyczny (wół piżmowy, Ovibos moschatus)

Pozyskane od nich substancje mają małe znaczenie handlowe. Bywają uznawane za afrodyzjaki.
Z piżma wyizolowano szereg substancji zapachowych, takich jak:
- muskon (składnik główny), muskol i ich pochodne
- egzalton (cyklopentadekanon, znany też jako nor-muskon)
- muskopirydyna
- pochodne androstanu, cholestonu i cholesterolu

i inne związki makrocykliczne.

## Piżma sztuczne (syntetyczne)

Piżma sztuczne (syntetyczne)

Ze względu na wysoką cenę piżma naturalnego oraz protesty ekologów przeciwko jego pozyskiwaniu od zwierząt, od wielu lat szuka się innych substancji, które mogą zastąpić produkt naturalny. Produkty zastępcze mają gorszą jakość zapachową od piżma zwierzęcego.
Jedną z możliwości jest stosowanie makrocyklicznego laktonu, egzaltolidu, pozyskiwanego z korzenia arcydzięgla. Związek ten jest też otrzymywany metodami syntezy organicznej.
Innymi syntetycznymi zamiennikami piżma naturalnego są „piżma nitrowe”. Budowa cząsteczek tych związków bardzo różni się od budowy głównych składników piżma naturalnego. Piżma nitrowe są produktami nitrowania t–butylotoluenu i t–butyloksylenu:
- piżmo ambretowe (ambrette) – 3–t–butylo–5–metoksy–2,4,6–trinitrotoluen (t.t. 83–86 °C)
- piżmo ketonowe – 4–acetylo–3–t–butylo–metoksy–2,6–dinitro–m–ksylen (t.t. 132–134 °C)
- piżmo ksylenowe – 3–t–butylo–2,4,6–trinitro–m–ksylen (t.t. 113 °C)